# Waltzing with Brando
Pour plus de détails, voir Fiche technique et Distribution.
Waltzing with Brando est un film américain réalisé par Bill Fishman et sorti en 2024. Il s'agit d'une adaptation des mémoires Waltzing with Brando: Planning a Paradise in Tahiti de Bernard Judge, un architecte ayant collaboré avec Marlon Brando sur un projet en Polynésie française. Le film se déroule entre 1969 et 1974.
Le film est présenté au festival de Turin en 2024 et sort en salles l'année suivante.

## Synopsis
L'acteur Marlon Brando est tombé amoureux de la Polynésie française au début des années 1960, après y avoir tourné quelques années plus tôt le film Les Révoltés du Bounty. Il a décidé de s'installer sur Tetiaroa, dans l'archipel de la Société, au large de Tahiti. Cet atoll devient sa propriété de Marlon Brando, loin de Hollywood . Dès la fin des années 1960, alors qu'il prépare ses rôles pour des films comme Le Parrain et Le Dernier Tango à Paris, il tente de monter un projet immobilier moderne, avec l'aide de l'architecte Bernard Judge.

## Fiche technique
Sauf indication contraire, les informations mentionnées dans cette section peuvent être confirmées par les bases de données cinématographiques IMDb et Allociné,  présentes dans la section « Liens externes ».
- Titre original : Waltzing with Brando
- Réalisation : Bill Fishman
- Scénario : Bill Fishman, d'après l’œuvre Waltzing with Brando: Planning a Paradise in Tahiti de Bernard Judge
- Musique : Matei Bratescot
- Décors : Michael Paul Clausen
- Costumes : Charlie Altuna et Erica Howard
- Photographie : Garrett O'Brien
- Montage : Michael Yanovich
- Production : Dean Bloxom, Doug Dearth, Bill Fishman, Brett Kerr et Billy Zane
- Société de production : Filmin'Tahiti
- Société de distribution : Iconic Events (en) (États-Unis)
- Budget : N/A
- Pays de production :  États-Unis
- Langue originale : anglais
- Format : couleur
- Genre : drame biographique
- Durée : 104 minutes
- Dates de sortie[2] : Dates sujettes à modification
  - Italie : 30 novembre 2024 (festival de Turin)
  - États-Unis : 7 janvier 2025 (festival de Palm Springs)
  - États-Unis, Canada : 19 septembre 2025

## Distribution
- Billy Zane : Marlon Brando
- Jon Heder : Bernard Judge (en)
- Richard Dreyfuss : Seymour Kraft
- Camille Razat : Michele
- Alaina Huffman : Dana
- Tia Carrere : Mme Leroy
- James Jagger : Zeke Knight
- Rob Corddry : Jack Bellin
- Sofia Masson : Maria Schneider
- Woody Fu : Alec Ata
- David Guierera : Francis Ford Coppola
- Jessica Rizo : Sacheen Littlefeather
- Charles Venturi : Bernardo Bertolucci

## Production

### Genèse et développement
L'existence du projet est révélée en janvier 2019. Le réalisateur Bill Fishman écrit lui-même le scénario, d'après l'autobiographie Waltzing with Brando: Planning a Paradise in Tahiti de l'architecte Bernard Judge (en). Bill Fishman produit également le film aux côtés de Billy Zane (qui tient également le rôle-titre) et Dean Bloxom.
Billy Zane est interviewé à propos d'incarner Marlon Brando. Il décrit comment il n'était pas auparavant « conscient de sa passion pour les droits environnementaux, qui était si prémonitoire et si opportune » et qu'il « voulait célébrer l'homme pour être un penseur avant-gardiste » et qu'il était « intéressé à le faire connaître aux gens d'une manière qui ne leur est pas familière tout en continuant à exploiter le drame. »
En mai 2024, The New York Post rapporte que les producteurs étaient au Marché du film du festival de Cannes, à la recherche d'acheteurs pour le film,.
En novembre 2024, il est révélé Jon Heder, Richard Dreyfuss, Camille Razat, Alaina Huffman, Tia Carrere et James Jagger jouent également dans le film.

### Tournage
Le tournage se déroule principalement à Tetiaroa, atoll de l'archipel de la Société, où Marlon Brando et Bernard Judge ont tenté d’introduire une architecture et des pratiques durables.

## Sortie et accueil
Waltzing with Brando est présenté en avant-première en nuit de clôture du festival de Turin, le 30 novembre 2024,. Le film sortira dans les salles américaines le 19 septembre 2025.